# Mistrzostwa Europy w Lekkoatletyce 1946 – bieg na 100 m kobiet
Bieg na dystansie 100 metrów kobiet był jedną z konkurencji rozgrywanych podczas III Mistrzostw Europy w Oslo. Biegi eliminacyjne i półfinałowe oraz bieg finałowy zostały rozegrane 22 sierpnia 1946 roku. Zwyciężczynią tej konkurencji została reprezentantka ZSRR Jewgienija Sieczenowa. W rywalizacji wzięło udział dwadzieścia zawodniczek z dziewięciu reprezentacji.

## Rekordy
| Rekord świata     | Helen Stephens (USA)         | 11,6 | Kansas City, Stany Zjednoczone | 08.06.1935 |
| Rekord Europy     | Stanisława Walasiewicz (POL) | 11,6 | Berlin, Niemcy                 | 01.08.1937 |
| Rekord mistrzostw | Stanisława Walasiewicz (POL) | 11,9 | Wiedeń, III Rzesza             | 17.09.1938 |

## Wyniki

### Eliminacje
Bieg 1
| Miejsce | Zawodniczka         | Czas | Uwagi |
| ------- | ------------------- | ---- | ----- |
| 1       | Fanny Blankers-Koen | 12,4 | Q     |
| 2       | Sylvia Cheeseman    | 12,8 | Q     |
| 3       | Monique Drilhon     | 12,9 | Q     |
| 4       | Mieczysława Moder   | 13,0 |       |
| 5       | Kerstin Josefsson   | 13,0 |       |
| 6       | Liv Paulsen         | 13,2 |       |

Bieg 2
| Miejsce | Zawodniczka           | Czas | Uwagi |
| ------- | --------------------- | ---- | ----- |
| 1       | Jewgienija Sieczenowa | 12,0 | Q     |
| 2       | Nettie Timmer         | 12,4 | Q     |
| 3       | Maureen Gardner       | 12,4 | Q     |
| 4       | Greta Magnusson       | 12,5 |       |
| 5       | Danuše Hiklová        | 12,7 |       |

Bieg 3
| Miejsce | Zawodniczka            | Czas | Uwagi |
| ------- | ---------------------- | ---- | ----- |
| 1       | Winifred Jordan        | 12,2 | Q     |
| 2       | Stanisława Walasiewicz | 12,5 | Q     |
| 3       | Věra Bémová            | 12,5 | Q     |
| 4       | Solveig Toms           | 12,6 |       |

Bieg 4
| Miejsce | Zawodniczka      | Czas | Uwagi |
| ------- | ---------------- | ---- | ----- |
| 1       | Claire Brésolles | 12,2 | Q     |
| 2       | Gerda Koudijs    | 12,3 | Q     |
| 3       | Ann-Britt Leyman | 12,3 | Q     |
| 4       | Hilde Nissen     | 12,5 |       |
| 5       | Irena Hejducka   | 13,2 |       |

### Półfinały
Półfinał 1
| Miejsce | Zawodniczka           | Czas | Uwagi |
| ------- | --------------------- | ---- | ----- |
| 1       | Jewgienija Sieczenowa | 12,0 | Q     |
| 2       | Winifred Jordan       | 12,4 | Q     |
| 3       | Gerda Koudijs         | 12,5 | Q     |
| 4       | Nettie Timmer         | 12,4 |       |
| 5       | Sylvia Cheeseman      | 12,7 |       |
| 6       | Věra Bémová           | 12,7 |       |

Półfinał 2
| Miejsce | Zawodniczka            | Czas | Uwagi |
| ------- | ---------------------- | ---- | ----- |
| 1       | Maureen Gardner        | 12,2 | Q     |
| 2       | Claire Brésolles       | 12,3 | Q     |
| 3       | Ann-Britt Leyman       | 12,3 | Q     |
| 4       | Stanisława Walasiewicz | 12,6 |       |
| 5       | Monique Drilhon        | 12,7 |       |
| 6       | Fanny Blankers-Koen    | DNF  |       |

### Finał
| Miejsce | Zawodniczka           | Czas | Uwagi |
| ------- | --------------------- | ---- | ----- |
| 1       | Jewgienija Sieczenowa | 11,9 | =CR   |
| 2       | Winifred Jordan       | 12,2 |       |
| 3       | Claire Brésolles      | 12,2 |       |
| 4       | Ann-Britt Leyman      | 12,2 |       |
| 5       | Maureen Gardner       | 12,2 |       |
| 6       | Gerda Koudijs         | 12,4 |       |